# Charnier (tonneau)
Pour les articles homonymes, voir Charnier.

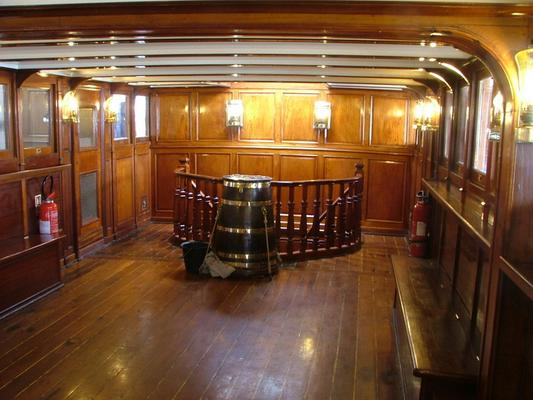
Charnier dans le grand roof du trois-mâts Belem.

Un charnier est un tonneau contenant l'eau potable d'un navire de guerre. Il était considéré comme très précieux, et était en permanence gardé. Le bois utilisé était le charme (echalas) considéré comme incorruptible. L'eau potable était considérée comme un des biens les plus précieux d'un navire.